# 尾崎豊
尾崎 豊（おざき ゆたか、1965年〈昭和40年〉11月29日 - 1992年〈平成4年〉4月25日）は、日本のシンガーソングライター。青山学院高等部中退。アイソトープ最終所属。

## 概略
1983年（昭和58年）12月、シングル「15の夜」とアルバム『十七歳の地図』で高校在学中にデビュー。
1992年（平成4年）4月、26歳で急死し、メディアにて連日報道がされた。死後30年を過ぎてもなお幅広く支持され、楽曲は多くのアーティストにカバーされている。
ジャクソン・ブラウン、ブルース・スプリングスティーン、ビリー・ジョエル、浜田省吾、佐野元春、井上陽水、アナーキー、甲斐バンド、さだまさしなどから強い影響を受けている。
長男の尾崎裕哉は、同じくシンガーソングライターとして活動。

## 生涯

### 幼少 - 学生時代
1965年（昭和40年）11月29日、東京都世田谷区の自衛隊中央病院にて、陸上自衛隊防衛事務官の尾崎健一と妻の絹枝の次男として生まれる。兄弟は5歳年上で、弁護士・元裁判官・埼玉弁護士会長の兄、尾崎康がいる。練馬区で育ち、練馬区立春日町第二保育園から練馬区立田柄第二小学校に入学したが、1976年（昭和51年）8月、尾崎が小学5年生の時に埼玉県朝霞市へ転居し、朝霞市内の公立小学校へ通う。しかし、転校先の学校に馴染めず、毎朝登校するふりをして家を出たあと1時間ほどして家に帰り、実際には登校していない日々が続くようになった。尾崎が音楽に触れるきっかけとなったのは、兄が購入して使用されていなかったクラシック・ギターを手に取り始めたことであった。あらゆるフォークソング、シンガーソングライターの曲に興味を持っていた尾崎は、特に井上陽水が描き出す詞の世界観に強く惹かれていた。小学校6年生になると、半年に渡り登校拒否を続けており、その間、井上陽水やさだまさし、イルカの曲をギターを弾きながら歌う日々が続いていた。
小学校を卒業すると、本人の希望で練馬区立練馬東中学校へ越境入学、中学の同級生に元バレーボール全日本代表の中田久美がいる。生徒会副会長、文化祭実行委員長を務めたが、喫煙により停学処分が下る。高校受験では、第一志望であった慶應義塾志木高等学校には不合格だったものの、青山学院高等部に合格。さらに、陸上自衛隊少年工科学校の1次試験にも20倍の競争率を突破して合格した。少年工科学校では髪を短くしなくてはいけないと知り、それを嫌った尾崎は青山学院高等部に進学することを決めた。高校在学中には、喫煙やオートバイでの事故などで、幾度となく停学処分を受ける。高校3年生の時には、渋谷で同級生らと飲酒し、同じクラスの女子生徒が一気飲みをした事によって、急性アルコール中毒で搬送された。その直後には、大学生のグループとパトカーが出動するほどの乱闘騒ぎを起こし、無期限停学処分を下される。のちに停学処分は解けたが、出席日数が足りず留年となり、自主退学した。高校在学時には新聞配達と飲食店でのアルバイトをしていた。また、高校時代は剣道部に所属していた。
その後、ジャケットを見ただけで何となく購入（ジャケ買い）したジャクソン・ブラウンの「ランニング・オン・エンプティ」を聴いて衝撃を受ける。その影響で「街の風景」や「ダンスホール」などの曲が制作された。

### デビュー - 10代全盛期
高校2年生の秋、音楽で生計を立てていくことを決意した尾崎はCBS・ソニーが主催した『CBS/SONY Sound Development Audition 1982』、ビクター主催のオーディションにそれぞれ応募し、CBS・ソニーのオーディションに合格する。
尾崎は浜田省吾の音楽が好きで、プロデューサーの須藤晃も作品の匂いに浜田との共通点を感じて、デビュー・アルバム『十七歳の地図』のレコーディングには浜田省吾と佐野元春のツアーバンドを半々起用した。『十七歳の地図』は初回プレスが2,000枚ほどであり、事務所やレコード会社も積極的なプロモーションも行わなかったためにセールスは伸び悩んだ。
その後口コミにより人気が出て、4thシングル「卒業」の中の過激な歌詞が話題となり、2ndアルバム『回帰線』は大手音楽チャート1位を記録、尾崎の名は瞬く間に全国へと広がっていった。
特に10代のころは「社会への反抗・疑問」や「反支配」をテーマにした歌を多く歌い、マスメディアからは「10代の教祖」などと呼ばれた。校内暴力や学生による飲酒・喫煙が横行し、偏差値教育や受験戦争のひずみが露呈していた時代世相と相まって一部の若者の間で社会現象となる。10代最後の日に3rdアルバム『壊れた扉から』を発売しヒット、同時期に行われていたツアーも満員となるなど人気は絶頂を迎える。当時の「シンプジャーナル」編集長・大越正実は「尾崎が3年前にデビューしていたらバカにされたんじゃないかと思う。ちょうどフォークソングを見直しする機運があり、若い人たちが"軽薄短小"に不安になってきて、言葉を聴き始めたからではないか」などと評している。

### 無期限活動休止 -覚醒剤取締法違反で逮捕−完全復活
一世を風靡した尾崎は、20歳になり方向性を見失い突然無期限活動休止を宣言し単身渡米する。当時曲を生み出せないことに苦悩していた尾崎は、何の収穫もないままその年の末に帰国する。そんな中で所属事務所が立ち上げたレコード会社への移籍が決定、プロデューサーの須藤ら懇意にしていた音楽スタッフとも離れてしまい、新しいアルバムの制作は何度も中断された。その後、新曲の発売がないまま1年半ぶりのライブツアーが始まるも、9月に肉体的な疲労から倒れ、残りのツアーは中止となる。その年の暮れには覚醒剤取締法違反で逮捕され精神的に低迷、バックバンド「Heart Of Klaxon」のメンバーとも関係が悪化する。復帰後にリリースした「太陽の破片」がヒット、フジテレビ系列の『夜のヒットスタジオ』に最初で最後のテレビ出演を行い、東京ドームにて復活ライブを行うが、同時期に制作していたアルバム『街路樹』は発売延期を繰り返し、シングル「核 (CORE)」の完成度を含め満足のいく活動からは程遠かった。
一方プライベートでは一般人の女性と結婚、長男が生まれ、新たな価値観を見出した尾崎は1990年（平成2年）、レコード会社を古巣のCBS・ソニーに復帰、2枚組アルバム『誕生』をリリースし、オリコン1位を記録。翌年には大規模ツアーを行うなど、尾崎は完全復活を遂げる。しかし同時に事務所やマスコミへの猜疑心は止むことはなく、尊敬する浜田省吾の個人事務所であるロード&スカイも短期間で契約を解除した。個人事務所「ISOTOPE」（アイソトープ）を立ち上げるも経営面の管理のほかにプロモートからライブスケジュールを自ら取り仕切らなければならず、多忙な日々を送る中で、再び精神的に追い詰められた尾崎は自殺を図るなど混迷を深めていった。その後、遺作となる『放熱への証』の制作に取りかかるが、1991年（平成3年）末に母親が急死。交友関係も狭くなっていき、精神的状況はさらに悪い方向へ向かっていた。
20代になってからの尾崎は、かつての「自由」「反支配」といったものとは違い、「真実の愛」「贖罪」「罪」といったものを主題にした歌を多く作っていった。

### 26歳での突然死
1992年（平成4年）4月25日（土）早朝、当時の尾崎の自宅であるマンションから約500メートル離れた、足立区千住河原町の民家の軒先に全裸で傷だらけで倒れていたところを、家主の妻に発見された。5時45分ごろ、通報で墨田区内の白鬚橋病院に運び込まれる。診察した医師は「生命に関わることも考えられるので、専門医に診てもらった方がいい」と診断したが、尾崎は妻と兄とともに自宅マンションに戻る。しかし、10時頃になって容体が急変、呼吸が止まっているのに気がついた家族が約1時間後の11時9分に119番通報。日本医科大学付属病院で手当てを受けるも、午後0時6分に死亡した。死因は肺水腫（詳細は後述）。
後日、雨の降る中4月30日（木）東京都文京区の護国寺にて葬儀・追悼式が行われ、参列者は4万人近くに上り、規模は美空ひばり、吉田茂に匹敵するものとなった。密葬は日蓮正宗にて営まれた。戒名は「頌弦院智心碩豊居士」、墓所は埼玉県所沢市の狭山湖畔霊園にある。

## 略歴
生前、活動期の詳しい経歴はHeart Of Klaxonも参照。
- 1965年（昭和40年）
  - 11月29日、東京都世田谷区、自衛隊中央病院にて生まれる[1]。
- 1974年（昭和49年）
  - 小学3年生の時に初めて詩を書く。タイトルは『雨』[42]。
- 1976年（昭和51年）
  - 埼玉県朝霞市に転居。この頃から兄の影響を受け、躰道を始める[注釈 8][43]。
- 1980年（昭和55年）
  - 原宿音楽祭に出場[注釈 9]、「町の風景[注釈 10][注釈 11]」などを歌う。
- 1981年（昭和56年）
  - 12月26日、「NOA」というバンド名で新宿ルイードにて初めてライブハウスでのライブを行う[1]。
- 1982年（昭和57年）
  - 夏、「ダンスホール」「もうおまえしか見えない」「町の風景[注釈 10]」「Street Blues[注釈 12]」の4曲の入ったカセットテープをCBS・ソニーへ送る[1][44]。
  - 10月11日、CBS・ソニーのオーディション『CBS/SONY Sound Development Audition 1982』にて「ダンスホール」と「もうおまえしか見えない」を歌う[注釈 13]。
  - 11月20日、オーディションに合格[1]。辻仁成が率いるECHOESと共に、1982年の最優秀アーティスト賞に選出される。
- 1983年（昭和58年）
  - 12月1日、アルバム『十七歳の地図』、シングル「15の夜」でデビュー[1]。
- 1984年（昭和59年）
  - 1月25日、青山学院高等部を自主退学する[1][45]。
  - 3月15日、青山学院高等部の卒業式の当日、新宿ルイードにてデビュー後初ライブを行う[1]。
  - 札幌ペニーレインでのライブ[1]。初めてのライブツアーとなる6大都市ツアー「LIVE HOUSE APPEARANCE」がスタート[1]。
  - 8月4日、日比谷野外音楽堂でのライブイベント『アトミック・カフェ』出演中[1][注釈 14]に、7メートルの高さの照明台から飛び降り、左足を骨折[1][注釈 15]。以降のスケジュールがすべてキャンセルとなる[1]。
- 1985年（昭和60年）
  - 1月21日、シングル「卒業」がオリコンチャート初登場で20位を獲得、歌詞の一部の過激な表現が話題となる[1]。
  - 3月21日、2枚目のオリジナル・アルバム『回帰線』が初登場1位を獲得する[1]。
  - 3月、渡米。約1か月の休暇をニューヨークで過ごす[1]。
  - 8月25日、初の単独野外スタジアムライブとなった大阪球場での公演で、2万6,000人を動員する[1][注釈 16]。
  - 11月14日・15日、代々木オリンピックプール第一体育館にてライブを行い、2日間で3万人を動員する[1]。
  - 11月28日、20歳の誕生日前日に10代最後となる3枚目のオリジナル・アルバム『壊れた扉から』をリリースする[1]。
- 1986年（昭和61年）
  - 1月1日、福岡国際センターにてライブを行う。このライブ後に無期限活動停止を発表[1]。
  - 5月、単身でニューヨークへ渡る[1][注釈 17]。
- 1987年（昭和62年）
  - 1月、帰国[1]。
  - 2月10日、CBS・ソニーから新レーベル・MOTHER&CHILDRENに移籍[1]。同レーベルにはHOUND DOGも所属した[注釈 18]。
  - 7月1日、1年7か月ぶりのライブツアーがスタート[1]。
  - 8月29日・30日、有明コロシアムで公演。2日間で約2万人を動員する[1]。
  - 9月28日、公演会場に入るも、ライブ前に倒れ、帰国後初のライブツアーが中止[1]。
  - 10月21日、初のライブ・アルバム『LAST TEENAGE APPEARANCE』を発売[1]。
  - 12月22日、覚醒剤取締法違反容疑で逮捕[1]。
- 1988年（昭和63年）
  - 1月11日、覚せい剤取締法違反で起訴[1]。
  - 1月21、22、25、26日に予定されていた初の日本武道館公演が幻に終わる[注釈 19]。
  - 2月22日、東京地方裁判所刑事11部第531号法廷にて、懲役1年6か月・執行猶予3年の判決が下される[46][注釈 20]。午後1時30分ごろに東京拘置所から釈放[注釈 21]。
  - 5月12日、一般女性と入籍[1]。
  - 6月22日、フジテレビ系音楽番組『夜のヒットスタジオ』に最初で最後のテレビ出演[1]。同日に発売された新曲「太陽の破片」を歌う[1]。
  - 9月1日、度重なる発売延期を乗り越え、4枚目のオリジナル・アルバム『街路樹』を発売。
  - 9月12日、東京ドームで一夜限りの復活ライブ「LIVE CORE」を行い、5万6,000人を動員する[1]。
- 1989年（昭和64年、平成元年）
  - 7月24日、長男・尾崎裕哉が誕生[1]。
- 1990年（平成2年）
  - 1月、所属事務所をデビューから在籍していたマザーエンタープライズから、浜田省吾の在籍するROAD & SKYに移籍する[1]。
  - 10月21日、レコード会社を再びCBS・ソニーに移籍[1]。
  - 11月15日、5枚目のオリジナル・アルバム『誕生』（2枚組）を発売[1]。
  - 12月19日、個人事務所・ISOTOPE（アイソトープ）設立[1]。
- 1991年（平成3年）
  - 3月、雑誌『月刊カドカワ』での対談がきっかけとなった女優・斉藤由貴との不倫が発覚。その後10月に別離したことが報じられる。
  - 3月、公式ファンクラブ「Edge Of Street」設立。
  - 3月21日、シングル「I LOVE YOU」を発売。JR東海のCMに使用され、話題になる。
  - 5月20日、3年ぶりのライブツアーが横浜アリーナでスタート[1]。
  - 10月30日、代々木オリンピックプールにてライブを行う。結果的に生涯最後のライブとなった。生前最後に歌った曲はオーディションでも歌われた「ダンスホール」。
  - 12月29日、母親が急死。
- 1992年（平成4年）
  - 4月25日早朝、東京都足立区千住河原町の民家の庭にて、極度の覚醒剤中毒により全裸で失神しているのが発見され、警察に通報される。救急車で墨田区の白鬚橋病院に運ばれ診察を受け、妻と兄とともに自宅マンションに帰宅する。その後、夫人、兄、マネージャーが見守るなか、自宅マンションで暴れたり眠ったりを繰り返しながら、突如危篤状態となり、救急車で日本医科大学の緊急病棟に収容される。蘇生措置がされるが午後0時6分に死亡[1]。26歳没。
  - 4月30日、東京都文京区の護国寺で行われた追悼式には3万7,500人ものファンが詰めかけた。
  - 5月10日、死の直前に完成させた6枚目のオリジナル・アルバム『放熱への証』が遺作としてリリースされる。
- 1993年（平成5年）
  - 5月10日、生涯最後のライブを収録したライブ・アルバム『約束の日 Vol.1』『約束の日 Vol.2』が同時リリースされる。
- 1994年（平成6年）
  - 1月21日、シングル「OH MY LITTLE GIRL」がリリースされる。フジテレビ系テレビドラマ『この世の果て』の主題歌に使用され、107万枚を売り上げ、シングル初にして唯一のミリオンセラーを達成[注釈 22]。
- 1995年（平成7年）
  - 4月25日、四回忌にあたるこの日、10代のころのアルバムを収録したボックス・セット『TEENBEAT BOX』がリリースされる。
- 1996年（平成8年）
  - 3月27日、未公開音源集『無題 (WHITE ALBUM)』がリリースされる。
  - 9月30日、初のベスト・アルバム『愛すべきものすべてに』がリリースされる。
- 1997年（平成9年）
  - 11月15日、ライブ・ベスト・アルバム『MISSING BOY』がリリースされる。
- 1999年（平成11年）
  - 3月27日、未発表音源「風にうたえば」が池脇千鶴主演の『大阪物語』で初の映画主題歌として起用される。
- 2001年（平成13年）
  - 4月28日、公式に初の映画音楽起用となった仲間由紀恵主演の『LOVE SONG』で「OH MY LITTLE GIRL」「Forget-me-not」が主題歌として起用される。須藤晃が音楽監修を務め、ソニー・ピクチャーズ エンタテインメントが配給している。
- 2002年（平成14年）
  - 4月、『週刊少年マガジン』誌上で「尾崎豊物語」が掲載される。
- 2004年（平成16年）
  - 3月24日、13回忌として企画されたトリビュート・アルバム『"BLUE" A TRIBUTE TO YUTAKA OZAKI』『"GREEN" A TRIBUTE TO YUTAKA OZAKI』の2枚が同時リリースされる。
  - 10月27日、ボックス・セット『TEENBEAT BOX 13th MEMORIAL VERSION』がリリースされる。
- 2006年（平成18年）
  - 3月18日、かつて東海ラジオで尾崎がパーソナリティーを務めていたラジオ番組『誰かのクラクション』の復刻版『尾崎豊 誰かのクラクション Again』が放送される。パーソナリティーは須藤が務める。
  - Yahoo! オークションに、当時使用していたエレキギター、エレキベース、ギターストラップ、エフェクター、チューナー、ハーモニカ、望遠鏡など多数が、使用していた状態そのままでチャリティーオークションに出品され、ユニセフに全額寄付される。
- 2007年（平成19年）
  - 4月25日、CD-BOX『71/71』リリース。生前に発売されたオリジナル・アルバム6作品をすべて収録し、4枚目のアルバム『街路樹』に「太陽の破片」「街角の風の中」を加えた『街路樹+2』を特別収録している。
- 2008年（平成20年）
  - 4月16日、ベスト・アルバム『WEDNESDAY 〜LOVE SONG BEST OF YUTAKA OZAKI』と『SATURDAY 〜ROCK'N'ROLL BEST OF YUTAKA OZAKI』が2枚同時リリースされる。
- 2009年（平成21年）
  - 4月18日〜5月5日、尾崎の楽曲から生まれた青春群像劇『MISSING BOYs 〜僕が僕であるために〜』が赤坂ACTシアターにて上演される。
  - 4月22日、オリジナル・アルバム6枚とベスト・アルバム『愛すべきものすべてに』がBlu-spec CDで再リリースされる。『街路樹』はシングル「核 (CORE)」と「太陽の破片」のそれぞれA面・B面収録曲を加えた2枚組スペシャルエディションとして発売された。
  - 4月25日、TOKYO-FM（JFN38局）にて『KDDI presents 尾崎豊メモリアルスペシャル「BIRTH 〜From 1991 to 2009〜」』がオンエアされる。番組は、1991年5月20日に横浜アリーナで行われたツアー初日の初公開音源に加え、須藤晃によるエピソードで構成された。
  - 同日、auの音楽配信サービスLISMOにて、全71曲の着うた配信が開始。同CMに「I LOVE YOU」が使用される。映像は1985年1月12日、日本青年館で行われたライブの一編である[注釈 23]。このCMで尾崎自身の映像がテレビCMに初めて使われる。
- 2011年（平成23年）
  - 3月21日、テレビ東京系列にて彼の半生を描いたドラマ『風の少年〜尾崎豊 永遠の伝説〜』（尾崎役は俳優の成宮寛貴）が放映される。
- 2012年（平成24年）
  - 9月、20回忌にあわせて東京・原宿のラフォーレミュージアムで特別展「OZAKI20」が開始。その後、10月には名古屋のマツザカヤホールで、12月には大阪の心斎橋BIG STEPで、翌2013年3月にはS-PAL福島店、4月に横浜のみなとみらい駅特設会場で開催[50]。
- 2013年（平成25年）
  - 3月23日、東京ドームでのライブを完全収録した「LIVE CORE 完全版〜YUTAKA OZAKI LIVE IN TOKYO DOME 1988・9・12」が発売される。
  - 11月27日、デビュー30周年を記念してベスト・アルバム『ALL TIME BEST』が発売される。
- 2020年（令和2年）
  - 1月3日、佐藤輝監督による映画『尾崎豊を探して』が公開される。
- 2022年（令和4年）
  - 3月23日、コンサートツアー『YUTAKA OAZAKI TOUR '91 "BIRTH"』の音源が収録された『LAST TOUR AROUND JAPAN YUTAKA OZAKI』が発売され、同日から没後30年企画として、『OZAKI30 LAST STAGE 尾崎豊展』が東京の松屋銀座から、4月13日には静岡伊勢丹、同月29日から福岡のUNITEDLAB、9月7日から大阪の大丸ミュージアム、11月25日からそごう広島店、12月21日から埼玉のところざわサクラタウン、2023年3月17日から富山市民プラザアートギャラリーで開催された。予定されていた兵庫県神戸での開催は中止となったが全国を巡回した[51]。

## 人物
血液型B型。身長178 cm。クールで尖ったイメージのある尾崎だが、プライベートでは明るい好青年であった。
当時はロックバンド「OZONE」でボーカルとして活躍し、尾崎と同じCBS・ソニーに所属していた俳優の坂上忍は、インタビューで「尾崎はいつも暗い顔して写真に写ってたけど、プライベートはホントに明るくて。こっちのほうがよっぽど暗かったですから。『忍ちゃーん!』とか言って登場して来るぐらいですからね」と語っている。別の対談では、坂上は尾崎の1stアルバムを聴いて「クドくない?」と思ったという。坂上は一度だけ尾崎と2人きりで飲む機会があったが、そこで尾崎から「もう曲が書けない」という本音を聞いた。それでも尾崎が（吉川晃司、本田恭章を含めた）4人の中では最後まで歌い続けるだろうと思ったが、26歳の若さで誰よりも先に亡くなるとは信じられなかったと語っている。
2013年（平成25年）12月1日にWOWOWで放送された『尾崎豊デビュー30周年記念日-THE DAY』で、尾崎の曲のアレンジャーも務めたギタリストの町支寛二は「話を交わすときはいつも純真な青年ってイメージで。だから初めてライブを観に行ったとき、スイッチがひとつ入っちゃう感じに鳥肌が立ちましたね」と述べた。また、RED WARRIORSの小川清史は「リハーサルの間に「実は尾崎、俺『Bow!』って曲凄く好きなんだ」って言ったら、顔をくしゃくしゃにして『本当?』って喜んでくれて」と語っている。
1991年（平成3年）の「1991 BIRTH TOUR」のサポート・ベーシストを務めた渡辺茂は「初対面のときに、それまでいろんな仲間から変わってる奴だと散々聞いてたが、普段は礼儀正しくて大人しかった。でもステージの上では破壊的で、跳ぶわ、ピアノの上に寝るわでびっくりしました」と述べた。サクソフォーンを担当した関誠一郎は「服装は派手だけど、普通の人で、気さくな感じだ」と、パーカッションの里村美和は「熊本（熊本県・阿蘇で行われたロックイベントBEAT CHILDのこと）で僕が佐野元春とやってるときに初めて会ったんだけど、真面目で礼儀正しいやつだと思った」と語っている。
また、10代のころは尾崎自身のカリスマ性やイメージを保つために、写真はすべてモノクロームで掲載され、笑顔の写真も自粛された。

## バックバンド
尾崎のバックバンドは、ツアーやライブごとに名称やメンバーが異なっている。

## 尾崎の交友関係
尾崎の友人の一人として、デビューが同期の吉川晃司が挙げられる。2人は1984年（昭和59年）8月5日に日比谷野外音楽堂で開催予定だった「TOKYO ROCK FEELING FESTIVAL」で共演しようとしたが、尾崎が前日の「アトミック・カフェ」出演中に足を骨折してしまい、実現しなかった。その後、無期限活動休止中の1986年（昭和61年）1月31日にHOUND DOGの日本武道館での公演で吉川と共演している。
吉川のほか、岡村靖幸、金山一彦、RED WARRIORS、渡辺美里、川上麻衣子、白井貴子、中村あゆみ、南野陽子、白竜、村上龍、坂本龍一、米米CLUBの石井竜也、チェッカーズの藤井フミヤ、沢木耕太郎、筑紫哲也、元横綱の北勝海との交流もあり、大友康平、泉谷しげる、キラー・カーン、本田恭章、坂上忍、横山蒼空、とんねるずの石橋貴明、中山秀征、加藤登紀子、Mr.Childrenの桜井和寿、福山雅治、小田和正なども素の尾崎を懐かしむコメントを出している。光GENJIとしてデビューする以前の大沢樹生とも、よく夜の六本木で遊んでいた。また、俳優・歌手の高橋克典は青山学院高等部の1年先輩で、さらにバレーボール全日本女子元代表・ロサンゼルス五輪銅メダリストの中田久美は練馬東中学校の同級生で、1年生の時同じクラスメートだったという。
オーディション受賞が同じだった辻仁成とはニューヨーク滞在時にも会っており、自身の悩みを相談していた関係であった。

## 死因について
当初の公表と死体検案書との乖離
初めは事件性がないとして行政解剖が行われる予定だった。しかし千住署、警視庁、検察庁が前日夜に協議した結果、全身にすり傷があり右目の上にコブもあることから司法解剖に切り替えられ、午前10時から東京監察医務院の医師らによって検視、その後解剖が行われた。その結果、死因は肺に水がたまる肺水腫であると発表され、極度の飲酒によるものだと考えられた。しかし1994年（平成6年）、司法解剖時に尾崎の体内から覚醒剤が検出されていたことが明らかとなった。覚醒剤について記された「死体検案書」がマスコミに流出すると、尾崎の死因について様々な憶測を呼んだ。
司法解剖医による見解
検視を担当した支倉逸人によれば、尾崎の死因は肺水腫であることのみを発表し、肺水腫の原因が覚醒剤中毒であることは伏せられていた。中毒は経時的な悪化によるものではなく、大量の覚醒剤服用（オーバードース、薬の多量摂取）による急性メタンフェタミン中毒が引き起こした肺水腫と結論づけられている。内臓も覚醒剤を経口摂取した形跡があり、肺にも覚醒剤中毒の症状が見られたという。
他殺の疑惑
尾崎の遺体には全身のほとんどに多数の傷やあざがあり、亡くなった当初は傷害致死の可能性も指摘された。しかし警察は状況捜査や司法解剖を行った結果から「事件性なし」として調査を終結している。検死をした支倉逸人の著書によれば、擦過傷と打撲傷をじっくり調べた結果、他者からの暴行によって生じるものとは異なる状態であったとの記述がある。またそれを裏付けるように尾崎が転倒したり暴れて転げ回っていたという証言を警官が確認しており、このような異常行動は覚醒剤中毒者によく見られるものである。なお、支倉によれば頭部に小さな外傷性くも膜下出血も確認されているが極めて微量の出血であり、死に至るほどの重症ではなかったという。
1994年（平成6年）にはテレビ朝日が、流出した「死体検案書」のコピーやジャーナリストが取材した結果を元に妻と知人が覚醒剤を飲ませて殺害したとする説を主張、尾崎の死を検証する番組を制作した。ところが尾崎の妻がテレビ朝日と記事を執筆したジャーナリストを相手取り訴訟を起こしたため、番組はお蔵入りとなり放送されることはなかった。結果は原告の尾崎の妻が一審・二審・最高裁すべてで勝訴した。テレビ朝日は一審判決後原告と和解。
7年後の1999年（平成11年）には週刊誌『フライデー』に蘇生措置を施されている尾崎の写真と死体検案書が掲載された。しかし、この記事は検死を行った支倉に対して一切の取材を行わずに書かれたものであったことが著書で述べられている。支倉は著書内で覚醒剤の致死量は個人差が大きく、薬殺の手段として用いるには酒と同じくらい不確実性が高いと述べている。

## 死後のエピソード
死亡直後の影響
尾崎の死後、尾崎のアルバムが急激に売れる現象が起こり、1992年（平成4年）5月25日付のオリコンアルバムチャートではTOP10中6作を尾崎が占める現象が起こった（1位『放熱への証』、4位『回帰線』、5位『十七歳の地図』、6位『LAST TEENAGE APPEARANCE』、7位『壊れた扉から』、9位『誕生』。なお、TOP10外に14位『街路樹』がある）。また、同年6月16日 - 17日の初の日本武道館ライブを含む全国コンサートツアーが予定されていたが、尾崎の死によって中止となった。しかし、その死を惜しんでチケットを手元に置くファンが多かったためか、払い戻しに来る人はほとんど居なかったとされ、各所への賠償や音楽関係者との交渉等尾崎の事務所の後始末を行った兄の康によると、驚くべきことに事務所の収支は黒字になったという。
尾崎ハウス
尾崎が倒れていた足立区千住河原町の民家は、1人の女性ファンが毎日訪問したことをきっかけに、所有者が厚意で1階の六畳間をファンに開放、「尾崎ハウス」と呼ばれてファンの交流の場になっていたが、2011年（平成23年）10月、建物の老朽化のため解体された。
教科書への掲載
その思想や活動、若者におけるカリスマ的人気から、中学・高校などの教育現場で長らくタブー視されてきた。死後10年以上経った現在では評価も変わってきており、高校教科書に顔写真や「15の夜」の歌詞が掲載されている（『高等学校 新倫理 - 人間とは何か 思索の糧に - 』 清水書院、2002年）。『新課程用 倫理用語集』（山川出版社、2005年）には、「尾崎豊」は用語頻度「3」で掲載され、「1980年代に活躍し、夭折したシンガーソングライター」「自ら作詞・作曲した歌の世界に没頭しながら全身全霊をこめて歌い」というように記述されている（ISBN 4634053500）。
海外でのカバー化
尾崎の代表曲である「I LOVE YOU」はアジアのみならず世界各国の歌手にカバーされ、カバー曲を含めた総売上は全世界で1,000万枚に達する。
遺書の公開
2011年（平成23年）11月9日、翌10日発行の『文藝春秋』に、尾崎の遺書とされる文書の全文が公開されることが報じられた。記事はジャーナリストの加賀孝英が執筆した。「遺書」の存在は1994年（平成6年）の月刊誌で既に報じられており、加賀が同年に入手していたが、尾崎の妻から「長男の尾崎裕哉が物心つくまで公表しないでほしい」と要請され、全文公開を控えていた。その後、裕哉が成人してアーティストとしてCMで歌声を披露したことや、上述の「尾崎ハウス」が解体されたことを契機として、初の全文公開に至ったとしている。
一方、NEWSポストセブンによると、1994年（平成6年）に本来なら非公開であるはずの「死体検案書」が一部のマスコミに流出して他殺説が噂されたり、当時尾崎の父親が署名を集め警察に再捜査を要請したなどの経緯もあることから、父親は遺書の公開についても真偽について疑念を抱いており、「いまとなっては、他殺だとは思ってないけど、あれは自殺ではない。豊じゃないからわからないけど、なんで死んだんだって…いまでも思ってます」と自殺であることを否定した。

## ファンクラブ
尾崎の公式ファンクラブは「Edge Of Street」と呼ばれており、1991年（平成3年）3月に設立された。
ファンクラブでは同名の会報も発行されており、0℃から3℃までは尾崎自身が手がけていた。尾崎の死後も会報は発行されていたが、57℃をもって、発行を休止している。
ファンクラブは尾崎の死後も活動を続けていたが、2005年（平成17年）末をもって、一旦休止している。公式サイトでは『2006年春以降に新しい形態でスタートする予定』と発表されているが、現在は新規入会を受け付けていない。
「Edge Of Street」という名称については、会報の創刊号である「Edge Of Street 0℃」において、『浜田省吾が「ROAD」なら、自分は「Edge」だ。』と書かれている。

## 死後の特集番組
尾崎の死後には様々な特集番組が放送されている。

### テレビ

#### NHK
「BS2」・「BSプレミアム」では尾崎の特集番組が1999年（平成11年）からほぼ毎年放送されている。
NHK総合
- 1993年（平成5年）4月25日「I LOVE YOU 真実の証」
- 1998年（平成10年）9月15日「僕が僕であるために」- リハーサル中の映像などが初公開となる。
- 2012年（平成24年）4月28日「SONGS」- 尾崎のライブ映像で構成。出演は尾崎の他に須藤晃ら。
- 2019年（令和元年）12月19日「SONGS 第519回 令和の時代に響く 尾崎豊」 - 眉村ちあき、石崎ひゅーい、秋山黄色らが尾崎のカバーを披露。秋元才加、Mattがコメントを寄せた。

BS2
- 1994年（平成6年）4月4日 BSヤングナイト 真夜中の王国「尾崎豊の世界1 疾走の軌跡」
- 1994年4月5日 BSヤングナイト 真夜中の王国「尾崎豊の世界2 青春の聖痕」
- 1994年4月6日 BSヤングナイト 真夜中の王国「尾崎豊の世界3 優しさの迷路へ」- 『復活 尾崎豊 YOKOHAMA ARENA 1991.5.20』にも収録されなかった、横浜アリーナの「音のない部屋」「禁猟区」などの公演を放送。
- 1998年（平成10年）4月24日 「ありがとう尾崎豊 リクエストで甦る永遠の詩」- 電話でリクエストを募集。リクエストランキング総合1位は「シェリー」。
- 1999年（平成11年）12月9日「21歳の夏」- 1987年8月29日、30日に行われた有明コロシアムでの舞台裏での様子やライブ映像を放送。「TREES LINING A STREET TOUR」のライブ映像は初公開となった。後にこの番組の映像に未公開映像を加えたライブ・ビデオ「OZAKI FILM ALIVE AT ARIAKE COLOSSEUM IN 1987 THE TWENTY-FIRST SUMMER」が発売。
- 2000年（平成12年）4月20日「永遠の詩」- 電話でリクエストを募集。リクエストランキング総合1位は「卒業」。
- 2001年（平成13年）4月20日「尾崎豊への伝言 10th Anniversary」-「Rock」・「BALLAD」・「MESSAGE」の分野別にリクエストを募集。リクエストランキング総合1位は「 I LOVE YOU 」。
- 2002年（平成14年）4月21日「尾崎豊 青春の叫び BORN TO RUN」- 初公開となる1985年8月25日の大阪球場でのライブ映像を中心に構成。「BORN TO RUN」は尾崎に大きな影響を与えたブルース・スプリングスティーンの曲[注釈 34]。
- 2003年（平成15年）4月26日「永遠の肖像」- 1987年8月22日に開催されたロックイベント「BEAT CHILD」の「Driving All Night」、「Bow!」などのライブ映像が初公開となる。出演は白井貴子、加藤登紀子、島田紳助ら。
- 2003年11月29日「迷宮美術館」- 尾崎が描写したパステル画「動脈静脈」を紹介。
- 2004年（平成16年）4月24日「尾崎豊 十代の素顔」- サブタイトルは「不滅の名曲・その原点に帰る」。1988年9月12日に東京ドームで行われた「LIVE CORE」のリハーサル映像が初公開される。
- 2005年（平成17年）4月23日「尾崎豊に会える日」- サブタイトルは「帰らざる青春の光と風」。1987年8月29日の有明コロシアムでの「誰かのクラクション」や1985年11月15日に代々木オリンピックプールで歌われた「米軍キャンプ」などが初公開となる。
- 2007年（平成19年）4月28日「尾崎豊15年目のアイラブユー」- 1988年9月12日に東京ドームで開催された「LIVE CORE」での「遠い空」や1987年8月22日の「BEAT CHILD」での「街角の風の中」などが初公開となる。

BSプレミアム
- 2010年（平成22年）4月24日「歌伝説 尾崎豊 〜少年のように駆け抜けた男〜」- 主に尾崎の同級生らの話で構成されている。
- 2012年（平成24年）11月10日「ヒーローたちの壮絶人生 おとなになった君たちへ 尾崎豊 20年目の真実」- 1984年8月4日に開かれた反核イベント「アトミック・カフェ」で「Scrambling Rock'n'Roll」の間奏の際に高さ7mの照明器具から飛び降りる映像がテレビ初公開となる[注釈 35]。

NHKハイビジョン

#### テレビ東京系列
テレビ東京
- 2002年（平成14年）7月7日「そして音楽が始まる」- 尾崎の父親である尾崎健一や兄の尾崎康、須藤晃らが出演。I LOVE YOUを特集。
- 2002年（平成14年）12月8日「そして音楽が始まる」-  十七歳の地図を特集。大阪で初めて行ったバナナホールでのライブの紹介。

BSテレビ東京
- 2011年（平成23年）2月12日「放熱の彼方」- サブタイトルは「尾崎豊 知られざる伝説」。GACKT、DAIGOらが出演。
- 2011年（平成23年）3月21日「風の少年〜尾崎豊 永遠の伝説〜」- 尾崎役は俳優の成宮寛貴、須藤役は髙嶋政宏。

#### フジテレビ系列
フジテレビ
- 1992年（平成4年）6月2日「尾崎豊 〜作られた教祖〜」
- 1993年（平成5年）5月5日「絆の証」
- 2019年（平成31年）4月25日「直撃!シンソウ坂上」

#### 日本テレビ系列
日本テレビ
- 1997年（平成9年）4月13日「知ってるつもり?!」
- 1998年（平成10年）11月2日「スーパーテレビ 7年目の遺言」- 尾崎繁美夫人がテレビ初出演。

#### テレビ朝日系列
テレビ朝日
- 1999年（平成11年）12月31日「今夜蘇るカリスマ尾崎豊の光と影」

ABCテレビ
- 1993年（平成5年）11月5日「驚きももの木 20世紀」- 尾崎が友人の結婚式で「I LOVE YOU」を歌う映像が初公開となる。
- 1999年（平成11年）11月19日「ターニングポイント」-「知られざる尾崎豊の神話」と題し尾崎の生涯を放送。出演はユースケ・サンタマリア、優香ら。
- 2023年（令和5年）10月29日「関ジャム 完全燃SHOW」

#### WOWOW
- 2001年（平成13年）8月19日「尾崎豊 もうひとつのリアリティ “Live + Documentary”」- 尾崎のライブツアー『1991 BIRTH TOUR』から1991年（平成3年）8月27日の郡山市民文化センターでのライブ映像や須藤晃による尾崎のインタビュー映像を放送。のちに、未公開映像3曲を加えてこの番組を再編集したライブビデオ『もうひとつのリアリティ “LIVE + DOCUMENTARY”』が発売されている。
- 2013年（平成25年）12月1日「尾崎豊30周年記念日-THE DAY∼prologue∼」、「尾崎豊30周年記念日-THE DAY-」、「復活 尾崎豊 YOKOHAMA ARENA 1991.5.20」- デビュー30周年を記念して3つの番組で計3時間以上にわたって特集された。1982年（昭和57年）秋にCBSソニーにデモテープが届いてからデビューアルバム『十七歳の地図』が出来上がるまでのストーリーを描いた『尾崎豊デビュー30周年記念日-THE DAY- 〜prologue〜』[注釈 36]、デビューから1992年（平成4年）4月25日に26歳の若さで夭折するまでの約9年間を特集した『尾崎豊デビュー30周年記念日-THE DAY-』が放送されている。出演は須藤晃、田島照久、藤井フミヤら。また、昨年、期間限定で劇場公開された尾崎の生前最後のツアーとなった「1991 BIRTH TOUR」の横浜アリーナでの初日公演の模様を収録した『復活 尾崎豊 YOKOHAMA ARENA 1991.5.20』が放映されている[70]。

#### SKY PerfecTV!
1998年（平成10年）「19651129-19920425」

### ラジオ
NHK-FM
- 2011年（平成23年）5月5日「今日は一日“尾崎豊”三昧」- 正午から10時間生放送。コメンテーターは落合昇平。

ニッポン放送
- 1992年（平成4年）6月22日「15の夜 ラストナイト」- サブタイトルは「尾崎豊 FINAL TOUR 92 ON THE RADIO」。尾崎が高校生のときに組んでいたバンド「NOA」時代に歌った「町の風景」が初公開された。
- 2009年（平成21年）4月20日「オールナイトニッポンGOLD」- パーソナリティーは早乙女太一。

TOKYO FM
- 2003年（平成15年）5月4日「Hits from the Radio〜感動へのトリビュート」- 西本明が「I LOVE YOU」の誕生秘話を語る。出演は他に須藤。
- 2004年（平成16年）4月29日「僕が僕であるために 26歳のメッセージ」- リスナーからのリクエスト番組。リクエストのベスト5は一位から順に「I LOVE YOU」、「卒業」、「僕が僕であるために」、「15の夜」、「シェリー」。
- 2009年（平成21年）4月25日「KDDI presents 尾崎豊メモリアルスペシャル BIRTH 〜From 1991 to 2009〜」- 1991年5月20日に横浜アリーナで行われたツアー初日の初公開音源に加え、須藤によるエピソードで構成された。

東海ラジオ
- 1997年（平成9年）11月29日「だから僕には君のクラクションが聞こえる」- 1985年11月20日に放送された「誰かのクラクション[注釈 37]」の再放送。
- 2006年（平成18年）3月18日「誰かのクラクション Again」- 「誰かのクラクション」の再放送。 パーソナリティーは須藤が務める。

北日本放送
- 2003年（平成15年）4月26日「おかしな惑星」- 須藤が「Scrambling Rock'n'Roll」について語っている。
- 2004年（平成16年）2月7日「続・おかしな惑星」

TBSラジオ
- 2009年（平成21年）3月30日「kakiiin尾崎豊」- プロデビュー前の1980年に原宿音楽祭で歌った「町の風景」や1984年6月の札幌ペニーレインでの「OH MY LITTLE GIRL」が初公開される。

InterFM
- 2010年（平成22年）10月2日「CONCERNED GENERATION」- この番組で尾崎の長男・尾崎裕哉がDJデビュー。

## 作品
- 『十七歳の地図』（1983年）
- 『回帰線』（1985年）
- 『壊れた扉から』（1985年）
- 『街路樹』（1988年）
- 『誕生』（1990年）
- 『放熱への証』（1992年）

## 公演
同じツアー内でも、ライブ会場によってセットリストは一部異なっていた。
| 年              | 形態             | タイトル                                            | 公演規模・会場・セットリスト | 収録作品 |
| --------------- | ---------------- | --------------------------------------------------- | --- | --- |
| 1984年          | 単発コンサート   | LIVE HOUSE APPEARANCE                               | 全6公演 2月12日 千葉マザース 2月14日 藤沢BOW 3月15日 新宿ルイード 5月8日 新宿ルイード 5月9日 新宿ルイード 5月10日 京都ビブレ 全6曲+全13曲 1984年2月12日 千葉マザース 1. 僕が僕であるために 2. 傷つけた人々へ 3. はじまりさえ歌えない 4. 15の夜 5. 愛の消えた街 6. 十七歳の地図 1984年3月15日 デビューライブ 1. 街の風景 2. はじまりさえ歌えない 3. Bow! 4. 傷つけた人々へ 5. 僕が僕であるために 6. I LOVE YOU 7. OH MY LITTLE GIRL 8. ハイスクール Rock'n'Roll 9. 十七歳の地図 10. 愛の消えた街 11. 15の夜 アンコール 12. シェリー 13. ダンスホール | ビデオ『OZAKI・18』 DVD『625 DAYS』 アルバム『SATURDAY 〜ROCK'N'ROLL BEST OF YUTAKA OZAKI』 |
| 1984年          | コンサートツアー | 六大都市ライブハウス・ツアー                        | 6都市6公演 6月15日 札幌ペニーレイン 6月17日 仙台モーニングムーン 6月23日 名古屋ハートランドスタジオ 6月25日 大阪バナナホール 6月26日 広島ウッディーストリート 6月28日 福岡ビブレホール 全19曲 1. シェリー 2. はじまりさえ歌えない 3. BOW! 4. 傷つけた人々へ 5. 誰かのクラクション 6. 僕が僕であるために 7. 街の風景 8. OH MY LITTLE GIRL 9. 反核 10. 卒業 11. SCRAP ALLEY 12. ハイスクールRock'n'Roll 13. Scrambling Rock'n'Roll 14. 十七歳の地図 15. 愛の消えた街 16. 15の夜 アンコール 17. FREEZE MOON 18. I LOVE YOU 19. ダンスホール | - |
| 1984年          | 単発コンサート   | -                                                   | 全4公演 7月1日 日比谷野外音楽堂 7月16日 千葉文化会館 7月20日 横浜教育会館 7月21日 浦和市民会館 | - |
| 1984年          | 単発コンサート   | アトミック・カフェ・ミュージック・フェスティバル'84 | 全1公演 8月4日 日比谷野外大音楽堂 全4曲 1. 反核 2. Scrambling Rock'n'Roll 3. 十七歳の地図 4. 愛の消えた街 | - |
| 1984年 - 1985年 | コンサートツアー | FIRST LIVE CONCERT TOUR                             | 21都市全21公演 1984年 12月3日 秋田市文化会館 12月4日 新庄市民文化会館 12月5日 仙台市民会館 12月10日 島根県民会館 12月11日 岡山市民文化ホール 12月13日 山口市民会館 12月15日 福岡都久志会館 12月20日 広島県真講堂 12月21日 大阪厚生年金会館 12月25日 石川県教育会館 12月27日 新潟市公会堂 1985年 1月7日 高松オリーブホール 1月8日 松山市民会館 1月10日 高知県民会館グリーンホール 1月12日 日本青年館 1月18日 浜松福祉文化会館 1月22日 宇都宮文化会館 1月23日 群馬県民会館 1月28日 京都会館 2月5日 名古屋市芸術創造センター 2月7日 札幌教育文化会館 全20曲 1. シェリー 2. はじまりさえ歌えない 3. Driving All Night 4. Bow! 5. 傷つけた人々へ 6. ドーナツ・ショップ 7. 僕が僕であるために 8. 街の風景 9. OH MY LITTLE GIRL 10. 反核 11. 卒業 12. Scrap Alley 13. ハイスクールRock'n'Roll 14. Scrambling Rock'n'Roll 15. 十七歳の地図 16. 愛の消えた街 17. 15の夜 18. Freeze Moon 19. I LOVE YOU アンコール 20. ダンスホール（アンコール） | ビデオ『OZAKI・19』 DVD『625 DAYS』 アルバム『LIVEBEAT BOX』 |
| 1985年          | コンサートツアー | TROPIC OF GRADUATION TOUR                           | 38都市全38公演 5月6日 立川市民会館 5月7日 千葉市民会館 5月8日 神奈川県青少年センター 5月12日 大宮市民会館 5月14日 水戸市民会館 5月15日 桐生産業文化会館 5月19日 沖縄県労働福祉会館 5月28日 静岡市民文化会館 6月4日 富山県民会館 6月5日 福井文化会館 6月7日 新潟県民会館 6月10日 島根県民会館 6月11日 岡山市民会館 6月18日 広島郵便貯金会館 6月20日 神戸文化会館 6月21日 和歌山市民会館 6月22日 京都勤労会館 6月24日 松山市民会館 6月25日 高知県民会館グリーンホール 6月27日 福山市民会館 6月28日 山口市民会館 7月5日 名古屋勤労会館 7月8日 旭川市民会館 7月9日 札幌道新ホール 7月14日 鹿児島市民会館 7月16日 熊本県立演劇会館演劇ホール 7月17日 長崎市民会館 7月18日 福岡郵便貯金会館 7月29日 金沢観光会館 7月30日 長崎県民文化ホール 8月12日 福島公会堂 8月13日 岩手教育会館 8月15日 秋田市文化会館 8月16日 青森市文化ホール 8月17日 弘前市民会館 8月20日 仙台電力ホール 8月22日 前橋市民文化ホール 8月23日 栃木会館 8月25日 大阪球場 全18曲 1. 米軍キャンプ 2. Driving All Night 3. はじまりさえ歌えない 4. Bow! 5. 街の風景 6. ドーナツ・ショップ 7. ダンスホール 8. 卒業 9. 坂の下に見えたあの街に 10. Scrap Alley 11. 存在 12. ハイスクールRock'n'Roll 13. Scrambling Rock'n'Roll 14. 十七歳の地図 15. 愛の消えた街 アンコール 16. Freeze Moon 17. I LOVE YOU 18. シェリー | アルバム『MISSING BOY』 アルバム『OSAKA STADIUM on August 25th in 1985 Vol.1』 アルバム『OSAKA STADIUM on August 25th in 1985 Vol.2』 DVD『625 DAYS』 アルバム『LIVEBEAT BOX』 |
| 1985年 - 1986年 | コンサートツアー | LAST TEENAGE APPEARANCE TOUR                        | 26都市全27公演 1985年 11月1日 四日市市民文化会館 11月4日 山梨県民文化ホール 11月5日 浜松市民会館 11月7日 豊橋勤労福祉会館 11月8日 岐阜市民文化会館 11月14日 代々木オリンピックプール第一体育館 11月15日 代々木オリンピックプール第一体育館 11月18日 三次市文化会館 11月19日 徳山市民文化会館 11月21日 鳥取市民会館 11月22日 豊岡市民会館 11月26日 帯広市民会館 11月27日 釧路市民文化会館 11月29日 室蘭文化センター 12月5日 奈良県民文化会館 12月7日 舞鶴総合文化会館 12月9日 大分文化会館 12月11日 久留米市民会館 12月12日 小倉市民会館 12月15日 平市民会館 12月17日 山形県民会館 12月18日 新庄市民会館 12月19日 郡山市民文化センター 12月24日 松本社会文化会館 12月26日 新潟県民会館 12月27日 長岡市立劇場 1986年 1月1日 福岡国際センター 全20曲 1. 卒業 2. 彼 3. Driving All Night 4. Bow! 5. 街の風景 6. ダンスホール 7. Teenage Blue 8. 米軍キャンプ 9. 坂の下に見えたあの街に 10. Scrap Alley 11. 存在 12. ハイスクールRock'n'Roll 13. Scrambling Rock'n'Roll 14. 十七歳の地図 15. 愛の消えた街 16. 路上のルール 17. 15の夜 アンコール 18. Freeze Moon 19. I LOVE YOU 20. シェリー | アルバム『LAST TEENAGE APPEARANCE』 アルバム『MISSING BOY』 ビデオ『LAST TEENAGE APPEARANCE』 DVD『625 DAYS』 アルバム『LIVEBEAT BOX』 |
| 1987年 - 1988年 | コンサートツアー | TREES LINING A STREET TOUR                          | 25都市全26公演 1987年 7月1日 茨城県民文化センター 7月2日 宇都宮市文化会館 7月4日 群馬県民会館 7月8日 横須賀市文化会館 7月15日 静岡市民文化会館 7月16日 沼津市文化会館 7月20日 島根県民会館 7月21日 広島郵便貯金会館 7月23日 倉敷市民会館 7月24日 徳山市民会館 7月26日 松山市民会館 8月3日 大阪球場 8月14日 伊勢崎市民文化会館 8月17日 浜松市民会館 8月19日 日立市民会館 8月29日 有明コロシアム 8月30日 有明コロシアム 9月6日 那覇市民会館 9月10日 神戸国際会館 9月11日 和歌山県民文化会館 9月13日 守山市民ホール 9月15日 舞鶴市総合文化会館 9月16日 豊岡勤労会館 9月21日 岐阜市民会館 9月22日 四日市市文化会館 9月24日 豊橋勤労福祉会館 以下、全公演中止 9月28日 新潟県民会館 10月1日 石川観光会館 10月2日 富山市公会堂 10月4日 秋田県民会館 10月6日 宮城県民会館 10月7日 山形県民会館 10月9日 福島県文化センター 10月10日 郡山市民文化センター 10月12日 岩手県民会館 10月13日 青森市文化会館 10月20日 北見市民会館 10月22日 釧路市民文化会館 10月24日 旭川市民文化会館 10月26日 帯広市民会館 10月29日 北海道厚生年金会館 11月14日 京都会館第一ホール 11月16日 姫路市文化センター 11月24日 大分文化会館 11月25日 長崎市公会堂 11月27日 熊本市民会館 11月28日 北九州厚生年金会館 11月30日 鹿児島市民文化センター 12月2日 久留米市民会館 12月3日 宮崎市民会館 1988年 1月21日 日本武道館 1月22日 日本武道館 1月25日 日本武道館 1月26日 日本武道館 全20曲 1. LIFE 2. Driving All Night 3. Bow! 4. 街角の風の中 5. 失くした1/2 6. 誰かのクラクション 7. Forget-me-not 8. I LOVE YOU 9. 15の夜 10. 十七歳の地図 11. 路上のルール 12. 存在 13. ハイスクールRock'n'Rool 14. Scrambling Rock'n'Roll 15. 核 (CORE) 16. 街路樹 アンコール 17. 紙切れとバイブル 18. Freeze Moon 19. 卒業 20. シェリー | アルバム『MISSING BOY』 DVD『OZAKI FILM ALIVE AT ARIAKE COLOSSEUM IN 1987 THE TWENTY-FIRST SUMMER』 アルバム『LIVEBEAT BOX』 |
| 1987年          | 単発コンサート   | 広島平和コンサート「ALIVE HIROSHIMA '87」           | 全1公演 8月5日、6日 広島サンプラザホール 全7曲 1. LIFE 2. Driving All Night 3. Bow! 4. 街角の風の中 5. Scrambling Rock'n'Roll 6. 存在 7. 核 (CORE) | アルバム『Alive! HIROSHIMA 1987』 |
| 1987年          | 単発コンサート   | 熊本BEAT-CHILD                                      | 全1公演 8月22日 アスペクタ 全7曲 1. シェリー 2. Driving All Night 3. Bow! 4. 街角の風の中 5. 十七歳の地図 6. Scrambling Rock'n'Roll 7. Freeze Moon | 映画『ベイビー大丈夫かっ BEATCHILD1987』 |
| 1988年          | 単発コンサート   | LIVE CORE                                           | 全1公演 9月12日 東京ドーム 全26曲 1. COLD WIND 2. ・ISM 3. Driving All Night 4. 彼 5. 米軍キャンプ 6. Teenage Blue 7. 群衆の中の猫 8. Forget-me-not 9. LIFE 10. 時 11. 卒業 12. 遠い空 13. Scrap Alley 14. Scrambling Rock'n'Roll 15. 紙切れとバイブル 16. Freeze Moon 17. 十七歳の地図 18. 路上のルール 19.愛の消えた街 20. 核 (CORE) 21. 太陽の破片 22. 街路樹 アンコール1 23 .シェリー 24. I LOVE YOU 25. 理由 アンコール2 26. 僕が僕であるために | ビデオ『LIVE CORE』 アルバム『MISSING BOY』 アルバム『LIVEBEAT BOX』 Blu-ray & DVD『LIVE CORE 完全版〜YUTAKA OZAKI LIVE IN TOKYO DOME 1988・9・12』 アルバム『LIVE CORE LIMITED VERSION YUTAKA OZAKI IN TOKYO DOME 1988/9/12』                                                            |
| 1991年          | コンサートツアー | TOUR 1991 BIRTH                                     | 34都市全48公演 5月20日 横浜アリーナ 5月21日 横浜アリーナ 5月22日 横浜アリーナ 6月1日 大阪厚生年金会館 6月2日 大阪厚生年金会館 6月3日 大阪厚生年金会館 6月8日 佐賀市文化会館 6月10日 宮崎市民会館 6月11日 鹿児島市民文化ホール第1ホール 6月13日 大分文化会館 6月14日 九州厚生年金会館 6月22日 香川県県民ホール 6月23日 愛媛県県民文化会館メインホール 6月25日 倉敷市民会館 6月26日 徳山市文化会館 6月29日 名古屋国際会議場センチュリー・ホール 6月30日 名古屋国際会議場センチュリー・ホール 7月2日 静岡市民文化会館 7月3日 静岡市民文化会館 7月12日 長崎市公会堂 7月13日 熊本市公会堂 7月15日 福岡サンパレス 7月16日 福岡サンパレス 7月17日 福岡サンパレス 7月23日 青森市文化会館 7月24日 秋田県民会館 8月4日 群馬県民会館 8月6日 宇都宮市文化会館 8月11日 京都会館第一ホール 8月14日 岡山市民会館 8月15日 メルパルクホール広島 8月16日 メルパルクホール広島 8月19日 島根県民会館 8月22日 北海道厚生年金会館 8月23日 北海道厚生年金会館 8月27日 郡山市民文化センター 8月29日 岩手県民会館 8月30日 岩手県民会館 8月31日 宮城県民会館 [9月2日 山形県民会館 9月5日 神戸文化ホール 9月6日 神戸文化ホール 9月20日 茨城県立県民文化センター 9月24日 新潟県民会館 9月25日 新潟県民会館 9月27日 石川厚生年金会館 9月28日 長野市民会館 全24曲 1. FIRE 2. Driving All Night 3. 十七歳の地図 4. Scrambling Rock'n'Roll 5. 僕が僕であるために 6. ロザーナ 7. 黄昏ゆく街で 8. 音のない部屋 9.虹 10. COOKIE 11. きっと忘れない 12. 卒業 13. LOVE WAY 14. 禁猟区 15. COLD JAIL NIGHT 16. KISS 17. RED SHOES STORY 18. Freeze Moon アンコール1 19. 永遠の胸 20. 太陽の破片 21. 誕生 アンコール2 22. I LOVE YOU 23. シェリー 24. 15の夜                                                                     | ビデオ『TOUR 1991 BIRTH』 アルバム『MISSING BOY』 DVD『AFTER THE BIRTH』 DVD『もうひとつのリアリティ “LIVE + DOCUMENTARY”』 映画『復活 尾崎豊 YOKOHAMA ARENA 1991.5.20』 アルバム『LAST TOUR AROUND JAPAN YUTAKA OZAKI』                                                                  |
| 1991年          | コンサートツアー | TOUR 1991 BIRTH ARENA TOUR 約束の日 THE DAY         | 全8公演 10月2日 大阪城ホール 10月3日 大阪城ホール 10月13日 名古屋レインボーホール 10月14日 名古屋レインボーホール 10月24日 代々木オリンピックプール第一体育館 10月25日 代々木オリンピックプール第一体育館 10月29日 代々木オリンピックプール第一体育館 10月30日 代々木オリンピックプール第一体育館 全20曲 1. FIRE 2. Driving All Night 3. 十七歳の地図 4. Scrambling Rock'n'Roll 5. 僕が僕であるために 6. ロザーナ 7. 虹 8. きっと忘れない 9.COOKIE 10. 卒業 11. LOVE WAY 12. KISS 13. RED SHOES STORY 14. Freeze Moon 15. 永遠の胸 16. 太陽の破片 17. 誕生 アンコール1 18. I LOVE YOU 19. シェリー アンコール2 20. 15の夜 アンコール3（最終日のみ） 21. ダンスホール | ビデオ『TOUR 1991 BIRTH』 アルバム『約束の日 Vol.1』 アルバム『約束の日 Vol.2』 ビデオ『約束の日 LAST APPEARANCE』 DVD『約束の日 LAST APPEARANCE 完全版』 アルバム『WEDNESDAY 〜LOVE SONG BEST OF YUTAKA OZAKI』 アルバム『LIVEBEAT BOX』 アルバム『LAST TOUR AROUND JAPAN YUTAKA OZAKI』 |
| 1992年          | コンサートツアー | TOUR 1992 “放熱への証” Confession for Exist         | 公演中止 6月11日 大阪城ホール 6月16日 日本武道館 6月17日 日本武道館 6月19日 名古屋国際会議場センチュリーホール 6月20日 名古屋国際会議場センチュリーホール 6月24日 福岡サンパレス 6月25日 福岡サンパレス 6月27日 鹿児島市民文化ホール 6月29日 徳島市文化センター 6月30日 香川県県民ホール 7月2日 高知県民文化ホール 7月3日 松山市民会館 7月5日 徳山市文化会館 7月6日 倉敷市民会館 7月19日 熊本市民会館 7月20日 佐賀市文化会館 | - |

## 書籍

### 著書
- 誰かのクラクション（1985年、角川書店）ISBN 4048831925
- 普通の愛（1991年、角川書店）ISBN 4048726307
- 白紙の散乱（1992年、角川書店）ISBN 4048713515
- 黄昏ゆく街で（1992年、角川書店）ISBN 404872715X
- 堕天使達のレクイエム（1996年、角川書店）ISBN 4048727419
- 尾崎豊 約束の日（1997年、ケイエスエス）ISBN 487709198X
- 幻の少年（1999年、角川書店）ISBN 4087803031
- 再会 ー封印を解かれた10万字（2002年、ロッキング・オン）ISBN 486052005X

### 写真集
- WORKS（1988年、CBS・ソニー出版、山内順仁） ISBN 4789704203
- FREEZE MOON[注釈 51]（1992年、角川書店、田島照久）ISBN 4048511009
- MEMORIAL（1992年、ソニー・マガジンズ、山内順仁）ISBN 478970775X
- 尾崎豊 午前0時の十字架（1994年、幻冬舎）ISBN 487728009X
- 尾崎豊 MEMORIAL PHOTO BOOK（1995年、飛鳥新社）ISBN 487031231X
- YUTAKA OZAKI:LOVE WAY（1998年、光栄、ハービー・山口）ISBN 4-87719-583-1
- Naked（1998年、マイストロ、山内順仁）
- Forget Me Not（2017年、宝島社、山内順仁）
- 尾崎豊写真集 I LOVE YOU（2017年、宝島社、山内順仁）ISBN 4800274702

## 関連書籍
- 落合昇平『未成年のまんまで : 尾崎豊ストーリー』CBS・ソニー出版、1985年7月5日。ISBN 4789701964。
- ギターブック・GB編集部（編）、1986年8月21日『失くした1/2 : 尾崎豊にアンサー・コール』CBS・ソニー出版。ISBN 4789702464。
ファンからのメッセージ集
- 尾崎豊「誕生」想い出の幼少年時代（1993年、尾崎健一著、リム出版新社）ISBN 9784898000083
尾崎の父による著作
- 放熱の行方（1993年、吉岡忍著、講談社）ISBN 978-4062063593
ノンフィクション作家によるドキュメンタリー
- 弟尾崎豊の愛と死と（1994年、尾崎康著、講談社）ISBN 4062070049
尾崎の兄による尾崎伝
- 尾崎豊 きっと忘れない。母・妻・女優との秘められた日々（1995年、鬼頭明嗣著、主婦と生活社） ISBN 4391117223
尾崎が設立した個人事務所アイソトープの初代副社長による著作
- 尾崎豊が伝えたかったこと（1995年、須藤晃著、主婦と生活社） ISBN 439111741X
- 尾崎豊覚え書き（1998年、須藤晃著、ソニーマガジンズ、小学館） ISBN 4094021019
尾崎を育てたプロデューサーによる尾崎伝
- 親愛なる遥（とお）いあなたへ 尾崎豊と分けあった日々（1998年、尾崎繁美著、東京書籍） ISBN 4487754089
尾崎の妻の著作
- 尾崎豊物語（ヤング・ジャンプ・コミックス愛蔵版）（1998年、堀口純男著、集英社）ISBN 4087825582
- KAWADE夢ムック 尾崎豊（2001年、河出書房新社）ISBN 4309976069
- 尾崎豊 目覚めゆく魂 - 母と子の物語（2001年、尾崎健一著、春秋社）ISBN 4-393-33196-6
尾崎の父による著作
- 尾崎豊物語（KCデラックス）（2002年、長緒隆也著、講談社）ISBN 4063346048
- 愛すること、それがすべて 尾崎豊との永遠の絆（2003年、鬼頭明嗣著、扶桑社） ISBN 4594041930
尾崎の元マネージャーによる著作
- 誰が尾崎豊を殺したか（1993年、大楽光太郎著、ユニオンプレス）ISBN 4-946485-01-5
- 新 誰が尾崎豊を殺したか（1995年、大楽光太郎著、松文館）ISBN 978-4790100898
- 尾崎豊 7年目の真実（1997年、大楽光太郎著、ジャパンミックス）ISBN 978-4883214358
- 最後のひとかけら - 誰が尾崎豊を殺したか 最終章（2003年、大楽光太郎著、サウンドシャワーパブリッシャー）ISBN 978-4860620134
尾崎の最後のマネージャーであり、死を看取った一人による著作